# Santo Cristo
Santo Cristo là một đô thị thuộc bang Rio Grande do Sul, Brasil. Đô thị này có diện tích 366,878 km², dân số năm 2007 là 14280 người, mật độ 38,92 người/km².